# Epictia munoai
Epictia munoai — вид змій родини струнких сліпунів (Leptotyphlopidae). Мешкає в Південній Америці. Вид названий на честь уругвайського зоолога Хуана Ігнасіо Муньойю.

## Поширення і екологія
Epictia munoai мешкають на півдні Бразилії (Санта-Катаріна, Ріу-Гранді-ду-Сул), в Уругваї та на північному сході Аргентини. Вони живуть в саванах чако та у пампі.